# Shedhalle Zürich
Die Shedhalle Zürich ist eine Kunsthalle auf dem Gelände der Roten Fabrik in Zürich.

## Struktur
Getragen wird die Shedhalle Zürich von einem Verein. Der Vorstand des Vereins besteht aus rund acht Personen, die unter anderem die Team- und Arbeitsstruktur schaffen und die Kuratorinnen und Kuratoren wählen, und somit die Grundlagen für die programmatische Ausrichtung legen. Die Shedhalle wird aus Mitteln der Stadt Zürich gefördert.

## Geschichte
Gegründet wurde die Shedhalle Zürich mit einer ersten Ausstellung am 9. März 1985 als «Aktionsraum junger Schweizer Kunst» in der Roten Fabrik. 1987 spalteten sich die Initiatoren von der Organisation der Roten Fabrik ab und gründeten den Verein Shedhalle als Trägerin der Kunstinstitution. Nachdem der Raum in den ersten Jahren seines Bestehens primär von freien Kuratorinnen und Kuratoren bespielt wurde, erlaubte die in einer Volksabstimmung im Dezember 1987 gesprochene finanzielle Basisausstattung für die Ausschreibung einer festen Kuratorenstelle. Mit dem 1988 eingestellten Kurator Harm Lux wurde auch die vormalige Beschränkung auf Schweizer Kunst aufgegeben.
1994 erfolgte eine programmatische Neuausrichtung. Die Neuausrichtung wurde vom Vereinsvorstand angestossen, gleichwohl waren die Mitglieder, darunter Peter Spillmann, Brita Polzer, Alfred Hofstetter und Daniel Bickel, überrascht vom dezidiert politischen Programm, das mit der Leitung unter Sylvia Kafehsy und Renate Lorenz einsetzte. Angestrebt wird seitdem die Beschäftigung mit Kunst unter Berücksichtigung von gesellschaftspolitischen Fragestellungen sowie eine Öffnung für interdisziplinäre Zusammenarbeit mit anderen gesellschaftlichen und wissenschaftlichen Organisationen an der Schnittstelle von Kunst, auf Recherche basiertem, diskursivem Vorgehen und politischem Engagement.

## Feste Kuratorinnen und Kuratoren
- 1988–1993: Harm Lux
- 1994–1995: Sylvia Kafehsy / Renate Lorenz
- 1996: Sylvia Kafehsy / Renate Lorenz / Marion von Osten
- 1997: Ursula Biemann / Justin Hoffmann / Marion von Osten
- 1998: Justin Hoffmann / Marion von Osten
- 1999: Justin Hoffmann / Marion von Osten / Elke aus dem Moore
- 2000: Frederikke Hansen / Justin Hoffmann / Elke aus dem Moore
- 2001–2002: Frederikke Hansen / Elke aus dem Moore
- 2003: Frederikke Hansen / Dagmar Reichert
- 2004–2009: Sønke Gau / Katharina Schlieben
- 2010–2012: Anke Hoffmann / Yvonne Volkart
- 2013: Can Gülcü / Katharina Morawek
- 2014–2017: Katharina Morawek
- 2017–2018: Annette Amberg / Paolo Do / Egija Inzule / Salvatore Lacagnina / Adriana Lara
- 2019–2020: Mirjam Bayerdörfer / Franz Krähenbühl
- seit 2020: Thea Reifler / Phila Bergmann